# От понеделник
„От понеделник“ е първата авторска пиеса на актрисата и сценарист Гергана Шумкова.
Първото представление на пиесата е на 19 март 2012 г. Режисьорът на авторския спектакъл е Екатерина Казакова, музиката е на Петър Кузмов, а хореографията е дело на Мая Петрова. Ролите се изпълняват от Георги Грозев, Златина Даракова, [Дария Николова, Асен Стоев, Елизабет Попова, Гергана Шумкова, Станислав Пеев, Владимир Цветков, Ивелин Илиев и Константин Лунгов.
Спектакълът е драмедия, която разглежда семейните отношения, вечното търсене на любов и страхът от това да не бъдеш приет такъв, какъвто си.

## Сюжет
Действието на пиесата се развива в кабаре, в което зад красивите маски и бляскави костюми, големите звезди са скрили добре мечтите и страховете си на малки хора. Бурните аплодисментите си отиват, завесите скриват сцената, а на нея отеква само ехото на несбъднатите мечти и забравената любов. В една малка гримьорна всеки от актьорите продължава да чака своя „понеделник“...